# 蓬塔赫爾莫薩區

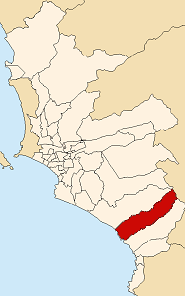

12°20′S 76°49′W / 12.333°S 76.817°W
蓬塔赫爾莫薩區（西班牙語：Distrito de Punta Hermosa），是秘魯的一個區，位於該國西部利馬大區的利馬省，始建於1954年4月7日，面積119.5平方公里，海拔高度18米，2005年人口4,676，人口密度每平方公里39人。